# Hide and Seek (film)
Pour les articles homonymes, voir Hide and Seek.
Pour plus de détails, voir Fiche technique et Distribution.
Hide and Seek (hangeul : 숨바꼭질, RR : Sumbakkokjil, littéralement « Cache-cache ») est un thriller sud-coréen écrit et réalisé par Huh Jung, sorti en 2013.

## Synopsis
Seong-su, un homme d'affaires, vit dans un immeuble luxueux avec sa famille et souffre d'une mysophobie. Il garde un secret concernant son frère à qui il n'a plus parlé depuis des années. Un jour, il apprend que ce dernier a disparu. Avec sa famille, il va vérifier son appartement dans un quartier minable et découvre des codes mystérieux presque partout sur les murs des appartements. Il rencontre Joo-hee et sa fille dans le couloir… Plus tard, il constate les mêmes codes dans son immeuble…

## Fiche technique
- Titre : Hide and Seek
- Titre original : 숨바꼭질 (Sumbakkokjil)
- Réalisation : Huh Jung
- Scénario : Huh Jung
- Décors : Jeon Su-a
- Costumes : Yun Mi-ra
- Photographie : Kim Il-yeon
- Montage : Kim Sang-bum et Kim Jae-bum
- Son : Kim Suk-won
- Musique : Jo Yeong-wook
- Production : Kim Mi-hee et Kim Mi-jin
- Société de production : Dream Capture Studio[1]
- Société de distribution : Next Entertainment World
- Pays d'origine : Corée du Sud
- Langue officielle : coréen
- Format : couleur
- Genre : thriller
- Durée : 107 minutes
- Date de sortie :
  -  Corée du Sud : 14 août 2013
  -  Québec : août 2013 (Festival des films du monde[2])

## Distribution
- Son Hyeon-joo : Seong-soo
- Moon Jeong-hee : Joo-hee
- Jeon Mi-seon : Min-ji, la femme de Seong-soo
- Jeong Joon-won : Ho-se, le fils de Seong-soo
- Kim Soo-ahn : Soo-a, la fille de Seong-soo
- Kim Ji-yeong : Pyeong-hwa, la fille de Joo-hee
- Ki Joo-bong : le parrain de Seong-soo
- Lee Joon-hyeok : le petit-ami de la victime
- Jo Han-chul : Jeong-nam

## Production
Le scénario s'inspire de faits réels ayant eu lieu  à New York, en Europe, à Tokyo, à Shanghai et au Séoul, d'où un fantôme qui sonne la porte et des étrangers qui vivent en catimini dans les domiciles dont ils ne sont ni propriétaires ni locataires.

## Accueil

### Sorties
Hide and Seek sort le 14 août 2013 en Corée du Sud. Il est sélectionné au Festival des films du monde 2013 dans la catégorie de « Cinéma coréen d'aujourd'hui » en fin août 2013.

### Box-office
| Pays ou région | Box-office        | Date d'arrêt du box-office | Nombre de semaines |
| -------------- | ----------------- | -------------------------- | ------------------ |
| Corée du Sud   | 5 603 866 entrées | 29 septembre 2013          | 9                  |

Révélé par YouTube et par de différentes chaînes coréennes ayant choqué le monde, Hide and Seek attire 1 000 000 spectateurs en 64 heures après sa sortie nationale et, au même moment où Snowpiercer, le Transperceneige (설국열차, 2013) de Bong Joon-ho compte 9 137 000 entrées, il atteint 5 070 000 entrées comme l'a annoncée, la distribution sud-coréenne Next Entertainment World au début de septembre 2013.